# Jean-Gabriel Nordmann
Jean-Gabriel Nordmann, né le 16 mars 1947 est un comédien, metteur en scène et auteur français.

## Biographie
Jean-Gabriel Nordmann travaille au théâtre avec de nombreux metteurs en scène comme André Barsacq, Peter Brook, Jorge Lavelli.
Il tourne également au cinéma et à la télévision. En 1980, il crée sa compagnie Le Grand Nord, montant entre autres Kafka, Koltès et ses propres pièces.
Il enseigne également dans les écoles (Strasbourg, Saint-Étienne...) et dirige des ateliers d'écriture. Il publie des pièces de théâtre, enregistrées sur France Culture et montées en France et à l'étranger.

## Publications
- 1987 : La mer est trop loin  (ISBN 2-85601-180-2)
- 1988 : La Maison Dieu  (ISBN 2-86943-142-2)
- 1996 : À la porte  (ISBN 2-907649-14-0)
- 2001 : Bakou et les adultes  (ISBN 2-211-06231-8)
- 2001 : Le Long Voyage du pingouin vers la jungle  (ISBN 2-907846-54-X)

## Filmographie

### Cinéma
- 1968 : Tante Zita de Robert Enrico : Manuel
- 1972 : Le 16 à Kerbriant (TV) : "Hervé" Caoudal
- 1972 : Vive les Jacques de Bob Swaim
- 1973 : George qui ? de Michèle Rosier : Jules Sandeau
- 1974 : Et avec les oreilles qu'est-ce que vous faites? : Arthur
- 1975 : Les Bijoux de famille de Jean-Claude Laureux : Julien
- 1975 : Section spéciale de Costa-Gavras
- 1977 : Un oursin dans la poche
- 1978 : La Chanson de Roland : Un pèlerin / Pair Charlemagne
- 1981 : Chanel solitaire (Coco Chanel) de George Kaczender : le secrétaire de Boy Capel
- 1982 : T'empêches tout le monde de dormir : Alan
- 1983 : Itinéraire bis : Le patron du restaurant
- 1984 : Histoire pas drôle numéro 1
- 1984 : Un amour de Swann, de Volker Schlöndorff : laquais des Guermantes
- 1984 : Mesrine
- 1984 : Stress de Jean-Louis Bertuccelli
- 1984 : French Lover (Until September) : Travel Agent
- 1987 : Les mois d'avril sont meurtriers : De Morland
- 1987 : Une flamme dans mon cœur : Producteur
- 1989 : La Révolution française : Le Duc d'Aguesseau (segment "Années Lumière, Les")
- 1990 : Un ascenseur pour l'an neuf
- 1990 : Maman
- 1991 : L'Homme qui a perdu son ombre : Journaliste
- 1991 : Mayrig
- 1992 : 588, rue Paradis
- 1993 : Relâche
- 1996 : Surviving Picasso : Reporter
- 1997 : Francorusse : Le père de Fred
- 2000 : Saint-Cyr
- 2000 : Les Blessures assassines de Jean-Pierre Denis : M. Lancelin
- 2003 : Qui perd gagne ! : Le responsable de l'institution
- 2007 : Michou d'Auber : Officier militaire
- 2007 : Ce que mes yeux ont vu de Laurent de Bartillat : Gasque
- 2013 : Jappeloup : Le PDG de Luze
- 2018 : Budapest : Guy Delcourt
- 2019 : J'irai où tu iras : M. Mangin

### Télévision
- 1972 : L'Homme qui revient de loin de Michel Wyn
- 1974 : Les oiseaux de lune, réalisation : André Barsacq en 1971 : Martinon
- 1975 : Azev: le tsar de la nuit : Kaliaev
- 1975 : Messieurs les jurés : L'Affaire Marquet de Serge Witta
- 1977 : Au plaisir de Dieu : Karl
- 1978 : L'Équipage d'André Michel : Weiler
- 1978 : Le Temps d'une république: Un soir d'hiver, place de la Concorde : un jeune militant
- 1979 : Madame Sourdis
- 1969 : Que ferait donc Faber ? (série) réal. par  Dolorès Grassian
- 1980 : Les Mystères de Paris d'André Michel
- 1981 : Le Rembrandt de Verrières : Victor
- 1983 : Elle voulait faire du cinéma : Louis Lumière
- 1992 : La Place du père : le chirurgien
- 1993 : Mayrig
- 1993 : Les Aventures du jeune Indiana Jones : First Secretary
- 1993 : Les Yeux de Cécile
- 1997 : Baldi et les petits riches : M. Ricky
- 1998 : PJ (saison 2, épisode 4 : Carte bleue) : Psy Police
- 1998 : Les Cordier, juge et flic : (épisode Un garçon mystérieux) : Villeroy
- 1999 : Une femme d'honneur : Une ombre au tableau : Paul Lavandier
- 2000 : Mort d'un prince : Legendre
- 2001 : Casse-mannequin : Arthur Jambier
- 2002 : Les Rencontres de Joelle de Patrick Poubel : l'homme qui parle
- 2002 : Napoléon : Roederer
- 2003 : Elle est passée par ici : Professeur Carboni
- 2003 : Le Mouton : Professeur Carboni
- 2003 : La loi du sang : le père de Francis
- 2003 : Les Thibault : Père Jean
- 2003 : La mésange et la Bétrazine : Maniatis
- 2004 : Julie Lescaut, épisode 1 saison 13, Un homme disparaît d'Alain Wermus : Hermet
- 2004 : À trois, c'est mieux : le notaire
- 2004 : Qui mange quand? : le directeur de la DGCCRF
- 2005 : L'Évangile selon Aîmé : le Juge
- 2006 : L'État de Grace : Docteur Fabrice Fretin
- 2007 : Requiem pour un assassin : Père Moulin
- 2008 : La Résistance, de Félix Olivier : Professeur Eugène Minkowski
- 2010 : Un village français (série télévisée) : le curé du village
- 2011 : Drumont, histoire d'un antisémite français : Président de l'Assemblée
- 2012 : Le Jour où tout a basculé (saison 2), épisode Mon père a brisé ma vie : André
- 2013 : Camping Paradis : Sven Nilsson
- 2014 : Profilage (saison 5 épisode 2 : Poupée russe) : Georges Vitalis
- 2014 : Les Fées du logis : Monsieur Pointlard
- 2017 : Plus belle la vie (saison 14) : Danilo Markovitch alias Zoltan
- 2017 : Lebowitz contre Lebowitz : Nathan Tannenzaft
- 2018 : L'Art du crime : Monsieur Etienne
- 2021 : Un homme d'honneur : Etienne Rostand

### Doublage
- 2014 : De retour vers Noël : Brian (Mark Hutter)

#### Jeux vidéo
- 2006 : Gothic 3 : Gamal
- 2007 : The Witcher : Talar, Raymond Maarloeve (divers personnages...)

## Théâtre

### Comédien
- 1968 : Demain une fenêtre sur rue de Jean-Claude Grumberg, mise en scène Marcel Cuvelier, Théâtre de l'Alliance française
- 1969 : Demain une fenêtre sur rue de Jean-Claude Grumberg, mise en scène Marcel Cuvelier, Théâtre des Célestins
- 1969 : Le Distrait de Jean-François Regnard, mise en scène Gabriel Garran, Théâtre de la Commune
- 1972 : Le Coup de Trafalgar de Roger Vitrac, mise en scène Jacques Rosner, Théâtre national de l'Odéon
- 1977 : Nadia de Bernard Cuau, mise en scène Jean-Claude Fall, Théâtre Ouvert Festival d'Avignon Théâtre Ouvert
- 1978 : Nadia de Bernard Cuau, mise en scène Jean-Claude Fall, Théâtre Ouvert Théâtre de la Tempête
- 1979 : Un ou deux sourires par jour d'Antoine Gallien, mise en espace Jean-Claude Fall, Théâtre Ouvert
- 1979 : Drôles de gens ou Petits Crimes et renoncements au nom de l'amour d'après Maxime Gorki, mise en scène Jean-Claude Fall, Nouveau Théâtre national de Marseille
- 1981 : La Tempête de William Shakespeare, mise en scène François Barthélemy, Jean-Michel Déprats, François Marthouret, Théâtre Gérard Philipe
- 1983 : Minetti de Thomas Bernhard, mise en scène Gilles Atlan, Festival d'Avignon
- 1987 : Lettre d'une inconnue d'Alain Laurent d'après Stefan Zweig, mise en scène Marcel Cuvelier, Théâtre de la Huchette
- 1991 : Les Fruits d'Or de Nathalie Sarraute, mise en scène Élisabeth Chailloux, Théâtre Paris-Villette
- 2001 : Embouteillage d'Anne-Laure Liégeois, mise en scène Anne-Laure Liégeois, Festival d'Avignon

### Metteur en scène
- 1978 : Les Assiégés de Francis Stone, Théâtre Mouffetard
- 1983 : La Lettre au père de Franz Kafka, Festival du Jeune Théâtre d'Alès